# Anisogomphus maacki
Anisogomphus maacki е вид водно конче от семейство Gomphidae. Видът е незастрашен от изчезване.

## Разпространение
Разпространен е в Китай (Вътрешна Монголия, Дзилин, Ляонин, Нинся, Съчуан, Хубей, Хъбей, Хънан, Шанси, Шънси и Юннан), Непал, Русия (Амурска област, Приморски край и Хабаровск), Северна Корея, Южна Корея и Япония (Кюшу, Хоншу и Шикоку).